# Alto de Cantillana
El Alto de Cantillana es un cerro grande con forma de altiplanicie que está localizado en la comuna de Paine, al suroeste de la ciudad de Santiago de Chile. Es parte de una sierra pequeña llamada Cordón de Cantillana o Altos de Cantillana. Tiene una altitud de 2281 m. En el entorno del Alto de Cantillana se encuentra la reserva natural homónima, siendo este un lugar de notable biodiversidad, y que ofrece a los visitantes actividades al aire libre tales como recorridas en bicicleta, trekking y cabalgata.

## Geografía
El Alto de Cantillana se encuentra situado en el cordón de Cantillana, un macizo montañoso que forma parte de la Cordillera de la Costa de Chile. Esta cordillera recorre una gran parte de Chile, paralelo a la costa y a la cordillera de los Andes; se inicia en el cerro Camaracas, 20 km al sur de Arica, y finaliza en la península del Taitao. Los puntos más elevados de esta cordillera se localizan al sur de Antofagasta, en la sierra Vicuña Makenna (3000 m), y en algunos cerros de la zona central chilena, tales como La Campana (1880m), Las Vizcachas (2046 m), El Roble (2222 m) y el Alto de Cantillana (2281 m).
Desde la cima del Alto de Cantillana se pueden vislumbrar hacia el este enormes picos montañosos tales como el Aconcagua, el Marmolejo y el Tupungato, así como el volcán San José. Hacia el noreste se puede visualizar la capital, Santiago, y la cumbre del cerro Horcón de Piedra.

## Biodiversidad
El Alto de Cantillana está ubicado en Chile Central, siendo ésta una de las cinco zonas del mundo que exhibe un clima mediterráneo. Las estaciones están bien marcadas, con una estación seca prolongada y un invierno lluvioso y frío. Debido a este clima característico, el entorno del Alto de Cantillana es considerado un área para la conservación de la biodiversidad chilena.